# Olympische Jugend-Sommerspiele 2018/Breaking
Bei den Olympischen Jugend-Sommerspielen 2018 wurden erstmals Wettbewerbe im Breaking ausgetragen. Diese fanden vom 7. bis zum 11. Oktober 2018 statt.

## Wettbewerb
Es fanden drei Wettbewerbe statt, einer pro Geschlecht und ein gemischter Teamwettbewerb. Es sind insgesamt 24 Athleten angetreten, welche sich über die Jugendweltmeisterschaft im Mai 2018 in Kawasaki, Japan qualifizierten.
| Platz  | Land                 | Gold | Silber | Bronze | Gesamt |
| ------ | -------------------- | ---- | ------ | ------ | ------ |
| 1      | Gemischte Mannschaft | 1    | 1      | 1      | 3      |
| 2      | Japan                | 1    | –      | 1      | 2      |
| 3      | Russland             | 1    | –      | –      | 1      |
| 4      | Frankreich           | –    | 1      | –      | 1      |
| 4      | Kanada               | –    | 1      | –      | 1      |
| 6      | Südkorea             | –    | –      | 1      | 1      |
| 6      | Österreich           | –    | –      | 1      | 1      |
| Gesamt | Gesamt               | 3    | 3      | 3      | 9      |

## Ergebnisse

### Jungen
Das Finale fand am 8. Oktober 2018 statt.
| Platz | Land       | Athlet    |
| ----- | ---------- | --------- |
| 1     | Russland   | Bumblebee |
| 2     | Frankreich | Martin    |
| 3     | Japan      | Shigekix  |

### Mädchen
Das Finale fand am 8. Oktober 2018 statt.
| Platz | Land     | Athlet |
| ----- | -------- | ------ |
| 1     | Japan    | Ram    |
| 2     | Kanada   | Emma   |
| 3     | Südkorea | Yell   |

### Mixed Team
Das Finale fand am 11. Oktober 2018 statt.
| Platz | Land                  | Athleten         |
| ----- | --------------------- | ---------------- |
| 1     | Japan & Vietnam       | Ram & B4         |
| 2     | Italien & Argentinien | Lexy & Broly     |
| 3     | Österreich & Russland | Ella & Bumblebee |